# Зеньківський Василь Васильович
Васи́ль Васи́льович Зенькі́вський (Зеньковський; нар. 4 (16) липня 1881, Проскурів — 5 серпня 1962, Париж) — український та російський філософ, психолог, публіцист та церковний і державний діяч. Противник незалежності України, прихильник входження України до складу Росії.

## Життєпис
Василь Васильович Зеньківський народився 4(16) липня 1881 року в місті Проскурові в родині священника. Вищу освіту здобув на історико-філологічному факультеті Київського університету, де був одним з безпосередніх учнів Георгія Челпанова. Доцент, а після стажування за кордоном, закінчення якого збіглося з початком Першої світової війни, та захисту докторської дисертації з 1915 року — професор кафедри філософії університету. Читав курс психології та логіки. Активно цікавився релігією. З 1908-го року Василь Зеньківський став головою Київського товариства з вивчення релігії та філософії, активно приєднався до церковного руху в Україні.
У 1918 році Василь Зеньківський увійшов до складу уряду Скоропадського, обійнявши в ньому посаду міністра віросповідань. Перебуваючи на цій посаді, Зеньківський порушував питання українізації богослужіння, зокрема перекладу Біблії та богослужбових книг на українську мову.
У 1919 році виїхав за кордон, спочатку до Югославії, де викладав філософію в Белградському університеті, а з 1926 року працював у Парижі на посаді професора філософії Богословського православного інституту. 1942 року прийняв сан священика. Помер 5 серпня 1962 року.

## Педагогічна та наукова діяльність
З 1910 року починає читати курс загальної психології в Київському університеті. Особливістю розробленого ним лекційного курсу став тісний зв'язок психології з «історією педагогічних учень» та загальна релігійна спрямованість. В. В. Зеньківський намагався виховати в студентів інтерес до психології, привернути їхню увагу до нових досліджень у цій галузі, заохотити до наукової роботи. З цією метою він почав відновлювати роботу психологічної лабораторії, яка, після від'їзду з Києва Г. І. Челпанова, перестала працювати.
У лекціях та науковій роботі В. В. Зеньківський намагався поєднати релігійні погляди на сутність і природу психіки з дослідними даними, особливо високу оцінку надавав емоційним елементам психіки. Його магістерська дисертація «Проблема психической причинности» (1914) стала своєрідною спробою показати особливості психічних явищ та їхніх закономірностей порівняно з явищами матеріального світу. Серед основних його наукових праць: «Про соціальне виховання» (1920), «Психологія дитинства» (1924), «Проблема виховання у світлі християнської антропології» (1934).

## Філософська діяльність
Основна праця Василя Зіньківського — «Історія російської філософії», основою якого стали його лекції у Свято-Сергіївському богословському інституті в Парижі; ця робота присвячена російській думці XVIII—XX століть. Двотомна «Історія російської філософії» вийшла в Парижі російською мовою в 1948—1950 роках і в 1956-му була видана в СРСР обмеженим тиражем з грифом «розсилається за спеціальним списком».
Вважав, що російська філософія є унікальним національним досвідом створення християнської філософії. Звертав увагу до безперервність російської філософської традиції. Значну увагу приділяв темі впливу західної думки на російську філософію. Вважав, що,

долучаючись до філософської культури Заходу, російські люди хіба що скорочували собі шлях свого сходження на висоти філософської думки і швидко входили у складну філософську проблематику свого часу. У цьому відношенні гідне подиву те, з якою швидкістю виявлялися на висоті сучасності, наприклад, російські вчені (Ломоносов у середині XVIII ст., Лобачевський у першій третині XIX ст. та багато інших).
Оригінальний текст (рос.)
приобщаясь к философской культуре Запада, русские люди как бы сокращали для себя путь собственного восхождения на высоты философской мысли и быстро входили в сложную философскую проблематику своего времени. В этом отношении достойно удивления то, с какой быстротой оказывались на высоте современности, например, русские учёные (Ломоносов в середине XVIII в., Лобачевский в первой трети XIX в. и многие другие).

Водночас, на думку Зеньківського,

у філософії власна творчість була все ж таки дуже утиснута в Росії саме тим, що знаходили російські люди на Заході. Цілі покоління потрапляли в полон Заходу, у пристрасне й гаряче наслідування його створінь і шукань; Росія взагалі відповідала живим відлуння те що, що відбувалося у країнах. Могутність її власного генія вперше виявилася у сфері літератури: після кількох десятиліть наслідування Заходу, через епоху Державіна, а потім Жуковського, приходить Пушкін, у якому російська творчість стала на власний шлях — не цураючись Заходу, навіть відгукуючись на його життя, але вже пов'язавши себе у свободі та натхненні із самими глибинами російського духу, з російською «стихією». За літературою пішли інші форми мистецтва (театр, живопис, пізніше музика), але незабаром й філософія в Росії вже знайшла свої шляхи — теж не цураючись Заходу, навіть навчаючись у нього постійно й старанно, але все ж таки живучи своїми натхненнями, своїми проблемами. XIX століття окрилило філософське обдарування у російських людей. Росія вийшла на шлях самостійної філософської думки.
Оригінальний текст (рос.)
в философии собственное творчество было всё же очень стеснено в России именно тем, что находили русские люди на Западе. Целые поколения попадали в плен Западу, в страстное и горячее следование его созданиям и исканиям; Россия вообще отвечала живым эхо на то, что совершалось на Западе. Мощь же её собственного гения впервые проявилась в сфере литературы: после нескольких десятилетий подражания Западу, через эпоху Державина, а потом Жуковского, приходит Пушкин, в котором русское творчество стало на собственный путь — не чуждаясь Запада, даже откликаясь на его жизнь, но уже связав себя в свободе и вдохновении с самыми глубинами русского духа, с русской «стихией». За литературой последовали другие формы искусства (театр, живопись, позднее музыка), но скоро и философия в России уже нашла свои пути — тоже не чуждаясь Запада, даже учась у него постоянно и прилежно, но все же живя своими вдохновениями, своими проблемами. XIX век окрылил философское дарование у русских людей. Россия вышла на путь самостоятельной философской мысли.

Філософське вчення Зеньківського включало метафізику, гносеологію та антропологію, причому він завжди прагнув дотримуватися християнської (церковної) традиції розуміння світу й людини. Вважав, що християнська філософія повинна мати особливу тему, яка відрізняє її від догматики:

Догматика є філософія віри, а християнська філософія є філософія, яка втікає з віри. Пізнання світу й людини, систематичне зведення основних принципів буття не дано в нашій вірі, вони повинні бути будовані у вільній творчій нашій праці, але у світлі Христовому.
Оригінальний текст (рос.)
Догматика есть философия веры, а христианская философия есть философия, вытекающая из веры. Познание мира и человека, систематическая сводка основных принципов бытия не даны в нашей вере, они должны быть построяемы в свободном творческом нашем труде, но в свете Христовом.

Борис Тихомиров писав, що скромні за обсягом, але вагомі за своєю значимістю роботи про Достоєвського з літературної спадщини Зеньковского увійшли до «золотого фонду» російської «достоєвістики» XX століття .

## Оцінки творчості
На думку укладачів-упорядників видання його спогадів «П'ять місяців при владі», Василь Зеньківський є класиком історії російської філософії та одним із стовпів культури російського зарубіжжя XX ст.

## Погляди
Василь Зеньківський був противником незалежності України та вважав, що Україна має бути в складі Росії, навіть попри бажання самих українців. Восени 1931 року він писав: 
|  | ...Росія не може й не повинна втрачати Україну. Україна має це знати — хоч би це знання далося їй у результаті кривавої війни; «поступитися» Україною комусь іншому (а реальне незалежне існування України поза Росією взагалі неможливе) Росія не повинна... Україна повинна зважати на те, що Росія ні за що нікому не поступиться Україні — хоч би як складалися історичні обставини, яка б не була воля самої України. Навіть проти волі України вона має бути у складі Росії — і це мають твердо й назавжди зрозуміти українські політики, якщо вони хочуть розуміти реальну історичну обстановку. Це не примха, не «Wille zur Macht» з боку «Московії» — це сувора й глибока потреба, з якою має рахуватися українська політична думка. Росія не може бути без України з політичних та економічних причин, для неї (Росії) це суворий імператив її історії, її долі. Тут просто немає питання — й хоч би як обурювалися українські політичні діячі, але перед невідворотністю цього якраз й має змиритися твереза й розумна українська політична думка. Якщо Україні забажається воювати з Росією — нехай воює, — але хоч би чого Росії не вартувала війна з Україною, вона її вестиме «до переможного кінця». Оригінальний текст (рос.) ...Россия не может и не должна терять Украину. Украина должна это знать — хотя бы это знание далось ей в итоге кровавой войны; «уступить» Украину кому-нибудь другому (а реальное независимое существование Украины вне России вообще невозможно) Россия не должна... Украина должна считаться с тем, что Россия ни за что никому не уступит Украину — как бы ни складывались исторические обстоятельства, какова ни была воля самой Украины. Даже против воли Украины она должна быть в составе России — и это должны твердо и раз навсегда понять украинские политики, если они хотят понимать реальную историческую обстановку. Это не каприз, не «Wille zur Macht» со стороны «Московии» — это суровая и глубокая необходимость, с которой должна считаться украинская политическая мысль. Россия не может быть без Украины — по политическим и экономическим причинам, для нее (России) это суровый императив ее истории, ее судьбы. Тут просто нет вопроса — и как бы ни возмущались этим украинские политические деятели, но перед неотвратимостью этого как раз и должна смириться трезвая и разумная украинская политическая мысль. Если Украине будет угодно воевать с Россией — пусть воюет, — но чего бы России ни стоила война с Украиной, она будет ее вести «до победного конца». |

|  | Україна віддавала своїх найкращих синів Росії, й тим творила Росію — й має рацію Липинський, що не повинні українці зрікатися своїх прав на Росію, створену не одними великоросами, а й українцями. Але, віддаючи свої найкращі сили Росії, Україна не вмирала, а навпаки, розквітала у своєрідності. Оригінальний текст (рос.) Украина отдавала своих лучших сынов России, тем создавала Россию — и прав Липинский, что не должно отрекаться украинцам своих прав на Россию, которая создана не одними великороссами, но и украинцами. Но, отдавая свои лучшие силы России, Украина не умирала, а, наоборот, расцветала в своем своеобразии. |

## Вшанування пам'яті
У мікрорайоні Книжківці міста Хмельницького на честь Василя Зеньківського (у форматі «вулиця Василя Зеньковського») у 2007 році перейменовано вулицю, яка до того носила назву Косіора, одного з організаторів Голодомору в Україні 1932—1933 років.

## Твори
- Современное состояние психофизической проблемы. — К., 1905;
- Проблема психической причинности. — К., 1914;
- Психология детства. — Берлин, 1923, 279 с; (Перевидання: сербською і польською мовою — 1955; російською: — М.: Школа-Пресс, 1995. 334 с.)
- Вопросы пола. — Париж, 1926. 71 с.
- Дар свободы. — Париж, [б/д]. 23 с.
- О чуде. — Париж, 1929.
- На пороге зрелости. — Париж, 1929 (2-е видання — 1953).
- История русской философии: В 2 томах. Париж — Т. 1. 1945. 469 с.; Т. 2. 1950. 477 с.
- Проблема воспитания в свете христианской антропологии. — Париж, 1934
- Das Bild des Menschen in der Ostlichen Kirche. — Stuttgart, 1953
- Grundlagen der Orthodoxen Anthropologie. — Stuttgart, 1953
- Русские мыслители и Европа. — Париж, 1955;
- Наша эпоха. — Париж, 1955. 47 с
- О мнимом материализме русской науки и философии. — Мюнхен, 1956. 72 с.
- Апологетика. — Париж, 1957. 260 с. (2-е видання — М.: Братство Всемилостивого Спаса, [б/г]).
- Русская педагогика XX века. — Париж, I960.
- Н. В. Гоголь. — Париж, 1961 (перевидання: — М.: Слово, 1997. 224 с.)
- Основы христианской философии. — Париж, 1961—1964. — Т. 1—2.
- Педагогика. — Париж; Москва, 1996. 153 с.
- Христианское учение о познании. — М.: Грааль, 2001. 140 с.
- Пять месяцев у власти. — М.: Крутицкое подворье, 1995. 237 с. (2-е видання — Пять месяцев у власти [Воспоминания] / Под ред. М. А. Колерова. — М.: Издательский дом REGNUM, 2011. 648 с. Серия «Исследования по истории русской мысли». Том 15). ISBN 987-5-91887-013-6 (написана восени 1931)